# Watchmen: Motion Comic
«Хранители: Видеокомикс» (англ. «Watchmen: Motion Comics») — американская анимированная версия графической новеллы Watchmen (с англ. — «Хранители») писателя Алана Мура и художника Дэйва Гиббонса. Сериал состоит из двенадцати глав названные как главы комикса. И мужские и женские персонажи озвучивал один актёр Tom Stechschulte. Выпущен на DVD в марте 2009 года вместе с фильмом.

## Эпизоды
| |                              |      |                  |     |  |  |
| 1 | «К полуночи вся агентура...» | 4.09 | июль 17, 2008    | TBA |  |  |
| Роршах расследует убийство Смехача, развивает теорию «убийцы масок» |                              |      |                  |     |  |  |
| 2 | «Друзей, которых нет»        | 3.69 | октябрь 6, 2008  | TBA |  |  |
| Похороны Смехача |                              |      |                  |     |  |  |
| 3 | «Судия всей земли»           | 3.41 | октябрь 20, 2008 | TBA |  |  |
| Доктора Манхэттена публично обвиняют по телевидению в том, что он якобы является причиной рака у людей, с которыми он близко общался. Манхэттен принимает обвинения близко к сердцу и телепортируется на Марс, желая прекратить общаться с людьми. |                              |      |                  |     |  |  |
| 4 | «Часовщик»                   | 3.73 | ноябрь 3, 2008   | TBA |  |  |
| На Марсе, Доктор Манхэттен вспоминает свою историю. |                              |      |                  |     |  |  |
| 5 | «Устрашительная стать»       | 2.80 | ноябрь 17, 2008  | TBA |  |  |
| Развивая свою теорию «убийцы масок» Роршах решает навестить бывшего преступника по имени Молох Мистик, общавшегося со Смехачом незадолго до его гибели. Проникнув в квартиру, Роршах обнаруживает, что Молох мёртв, а дом окружён полицией. Роршаха понимает, что его подставили и попадает в руки полиции.. |                              |      |                  |     |  |  |
| 6 | «Бездна смотрит в тебя»      | 2.79 | декабрь 1, 2008  | TBA |  |  |
| Роршах проходит медицинское освидетельствование у психиатра, который пытается доказать его невменяемость, но Роршах саботирует обследование и пугает врача историей своей жизни. |                              |      |                  |     |  |  |
| 7 | «Брат драконам»              | 1.98 | декабрь 15, 2008 | TBA |  |  |
| Любовные отношения между Лори Юспешик и Дэниелом Драйбергом продолжают развиваться.Надев вновь маски они решают вызволить Роршаха из тюрьмы. |                              |      |                  |     |  |  |
| 8 | «Древние призраки»           | 2.81 | декабрь 29, 2008 | TBA |  |  |
| Шелковый призрак и Ночная Сова освобождают Роршаха из тюрьмы. Доктор Манхэтон забирает Юспешик на Марс. |                              |      |                  |     |  |  |
| 9 | «Тьма примитивного бытия»    | 1.68 | январь 12, 2009  | TBA |  |  |
| Лори убеждает Джона спасти мир. Во время спора на Марсе Лори случайно узнаёт, что убитый Эдвард Блейк, которого она презирала за попытку изнасиловать её мать, является её биологическим отцом. |                              |      |                  |     |  |  |
| 10 | «Спешат два всадника»        | 2.72 | январь 26, 2009  | TBA |  |  |
| Филин и Роршах вместе приходят к выводу, что за смертью Смехача и Молоха, заключением Роршаха под стражу и публичными обвинениями Доктора Манхэттена стоит один и тот же человек, и всё указывает на то, что этот человек — Адриан Вейдт. Роршах описывает свои подозрения в конце своего дневника и отправляет его почтой в «Новый Дозорный» — маленькую нью-йоркскую газету крайне правых взглядов, постоянным читателем которой он являлся. |                              |      |                  |     |  |  |
| 11 | «Взгляните на мой труд»      | 2.42 | февраль 9, 2009  | TBA |  |  |
| Роршах и Филин встречают Адриана Вейдта, который рассказывает им свой план по предотвращению ядерной войны между США и СССР путём сплочения двух стран против общего врага — искусственно созданный Вейдтом монстр должен уничтожить население Нью-Йорка, имитируя нападение инопланетян. |                              |      |                  |     |  |  |
| 12 | «Любящий мир»                | 2.88 | февраль 23, 2009 | TBA |  |  |
| Манхэттен и Вейдт пытаются уничтожить друг друга, но всё заканчивается, когда Адриан включает телевизоры, по которым идут новости о том, что СССР и США объединяются для борьбы с новой инопланетной угрозой. Все герои, кроме Роршаха, признают, что в интересах человечества необходимо сохранить план Вейдта в тайне. Роршах же отказывается идти на компромисс «даже перед лицом Апокалипсиса» и заявляет, что раскроет правду людям, и только смерть может остановить его. Доктор Манхэттен убивает Роршаха. Доктор Манхэттен покидает Землю, окончательно отрешившись от происходящего на ней. Лори и Драйберг меняют имена и женятся. |                              |      |                  |     |  |  |

## Показ
| Страна     | Канал | Премьера       | Таймслот     |
| ---------- | ----- | -------------- | ------------ |
| Канада     | Space | 9 июня 2009    | 22:00, 22:30 |
| Австралия  | Go!   | 5 декабря 2010 | 23:00        |
| Португалия | RTP2  | 22 ноября 2010 | 23:30        |